# Jack Beder
Jack Beder né le 14 mars 1910 à Opatów et mort le 27 novembre 1987 à Montréal, est un artiste montréalais d’origine polonaise, connu comme un précurseur de l’art moderne grâce à ses scènes des rues et des cafés de la métropole dans les années 1930 et 1940.  

## Biographie

### Jeunesse et études
Né à Opatów, en Pologne, le 14 mars 1910, Beder était le cadet d'une famille de cinq frères et sœurs. Il a grandi dans une maison combinant une boulangerie, un magasin et leurs locaux d'habitation dans un seul environnement animé, grâce à ses parents, Moishe Melech et Chana Pearl. La boulangerie familiale était un héritage des grands-parents paternels de Beder, enracinée dans une ville où la culture prospérait malgré les défis socio-économiques.
Opatów, un creuset culturel, abritait une communauté diversifiée comprenant des juifs orthodoxes, des membres de Mizrachi, des sionistes, des intellectuels, des socialistes et des communistes. Ce cadre dynamique, associé à la riche vie artistique menée par des musiciens et des artistes locaux, a servi de toile de fond aux premières années de Beder, remplies d'apprentissage, de dessin et d'une passion naissante pour l'art malgré les limites financières.
La Première Guerre mondiale a marqué une période de troubles pour Beder, l’exposant aux dures réalités du conflit et aux tensions culturelles, en particulier le mépris affiché par les troupes russes et ukrainiennes envers les Juifs. La guerre a laissé derrière elle une communauté meurtrie, chargée d’enterrer les fosses communes et de réutiliser les restes militaires, des incidents qui ont laissé une impression durable sur Beder.
En 1925, à la recherche d'un avenir meilleur, le père de Beder s'installe au Canada, laissant Beder faire son apprentissage chez un peintre d'enseignes à Varsovie. Malgré les défis, notamment celui d'être évincé de l'apprentissage, la résilience de Beder s'est manifestée et il a finalement rejoint sa famille à Montréal après un bref mais formateur séjour à Varsovie.
Montréal a ouvert un nouveau chapitre pour Beder, où il a d'abord eu des difficultés à trouver un emploi, mais a trouvé un réconfort et un enrichissement culturel dans la musique de son oncle et l'hospitalité de la famille Liederman. Son combat contre la tuberculose l'a conduit au sanatorium du Mont Sinaï, où il s'est plongé plus profondément dans l'art, inspiré par l'artiste professionnel Louis Muhlstock.
Après la récupération, la carrière de Beder dans la peinture d'enseignes s'est épanouie, conduisant à un engagement à l'école des Beaux-Arts et à un intérêt croissant pour la sculpture. Son parcours artistique a été ponctué d'expositions, de croissance personnelle et professionnelle et d'une exploration approfondie de la peinture, pour finalement épouser Katie et fonder une famille.

### Carrière
Les rues de Montréal et les œuvres de peintres canadiens, tels que James Wilson Morrice, vont influencer l’ensemble de la carrière artistique de Beder. S’intéressant au départ aux paysages urbains de sa ville d’adoption, il ajoute dans son portfolio des scènes de la vie quotidienne des quartiers populaires de Montréal, puisées à même ses longues soirées passées dans les cafés du boulevard Saint-Laurent et des rues avoisinantes. Outre ses sujets de prédilection, il s’aventure dans la création de paysages, jardins, natures mortes et portraits.
À partir de 1931, Jack Beder participe régulièrement aux expositions de l'Art Association of Montreal et à plusieurs expositions à travers le Canada, incluant Montréal, Halifax, Fredericton, Charlottetown, Ottawa, Toronto, Winnipeg, Calgary, Edmonton, Victoria et Vancouver.
En 1939, il expose à l’Exposition universelle de New York et amorce sa participation aux expositions de la Société d’art contemporain de Montréal.
En plus des scènes montréalaises, il présente dans les expositions des œuvres créées lors de ses excursions à Québec, au Lac-Saint-Jean, en Gaspésie et dans les Maritimes. Le peintre utilise diverses techniques artistiques dans ses tableaux, notamment l’huile, l’acrylique, la gouache, l’aquarelle, les pastelles et la sérigraphie.
Jack Beder fait partie du groupe d’artistes des Peintres juifs de Montréal, un groupe se dédiant à illustrer le réalisme social de la ville durant les années 1930 à 1940.
« Pour une raison quelconque, Jack Beder demeure peut-être le moins apprécié des artistes montréalais doués qui ont atteint leur maturité artistique dans les années 1930. » «ses ravissants portraits de Montréal.» 
- Henry Lehmann, The Gazette, 28 février 2004, à propos de l'exposition « Jack Beder : City Lights » à la Galerie d'art Leonard & Bina Ellen, Université Concordia, Montréal.

#### Sculpture
Dans les années 1960, Beder se lance dans la sculpture, motivé par sa visite au Symposium international de sculpture (en) au parc du Mont-Royal en 1964. Il expose ses œuvres à deux reprises à la Galerie Martin de Montréal, en 1966 et 1967. Il fabrique entre autres ses œuvres avec du bois, du marbre, du plâtre, du calcaire et de la serpentine.

### Postérité
En 2004, son œuvre a fait l’objet d’une rétrospective à la Galerie Leonard & Bina Ellen de l’Université Concordia,.
Le Fonds d'archives de l’artiste est conservé au Musée national des beaux-arts du Québec depuis juin 2004.

## Prix et distinctions
- 1930 : Premier prix en dessin antique à l’École des beaux-arts de Montréal.

## Musées et collections
- Musée des beaux-arts du Canada, Ottawa[13]
- Museum London, London, Ontario
- Jasper-Yellowhead Museum, Jasper, Alberta
- Galerie d'art Beaverbrook, Fredericton, Nouveau-Brunswick
- Musée national des beaux-arts du Québec, Québec[14]
- Université Concordia, Montréal
- Centre gériatrique Maimonides Donald Berman, Montréal
- Hôpital Mont-Sinaï, Montréal
- Musée McCord, Montréal[15]
- Musée d'art de Joliette[16]
- National Portrait Gallery, Londres, Angleterre
- IBM
- Shell Canada, Calgary
- Banque Royale du Canada